# احشام (لامرد)
احشام، روستایی از توابع بخش چاهورز شهرستان لامرد در استان فارس ایران است.

## جمعیت
این روستا در بخش چاهورز قرار دارد و بر اساس سرشماری مرکز آمار ایران در سال ۱۳۹۰، جمعیت آن ۳۶۲ نفر (۹۱ خانوار) بوده‌است.